# テレーゼ・ノイマン

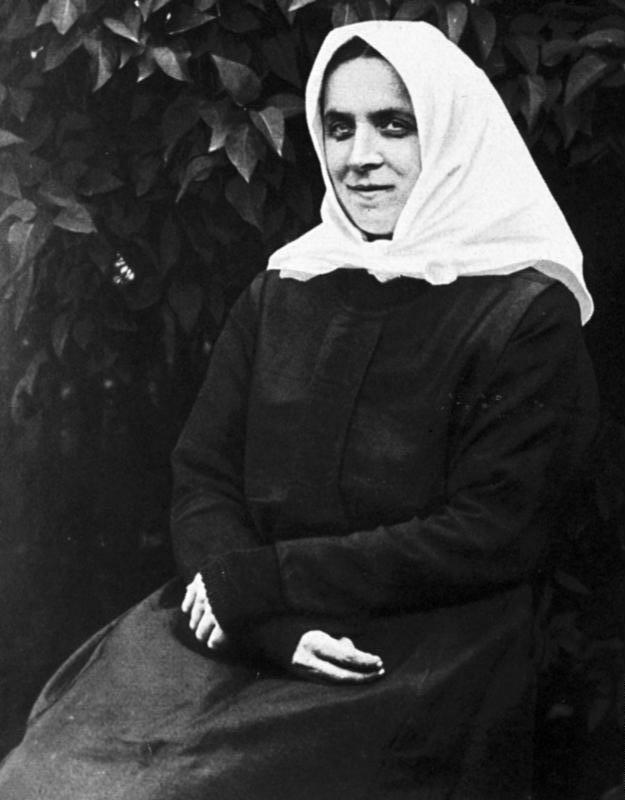
Therese Neumann.

テレーゼ・ノイマン (ドイツ語: Therese Neumann、1898年4月8日若しくは9日 - 1962年9月18日)はドイツのカトリック神秘主義者であり聖痕者である。
バイエルン州コナースロイトの村で貧しい大家族に生まれ、そこで一生を過ごした。彼女は聖フランシスコ第三会のメンバーであった。
| スタブアイコン | サブスタブ | この項目は、まだ閲覧者の調べものの参照としては役立たない、人物に関連した書きかけの項目です。この項目を加筆・訂正などしてくださる協力者を求めています（P:人物伝/PJ:人物伝）。 |